# Jean-Claude Allain
Ne doit pas être confondu avec Jean-Claude Alain.
Pour les articles homonymes, voir Allain (homonymie).
Jean-Claude Allain, né le 20 novembre 1934 à Lille et mort le 20 décembre 2008 à Paris 20e, est un historien français de la période contemporaine, spécialiste de l'histoire diplomatique et des relations internationales à la fin du XXe et au début du XXIe siècle.

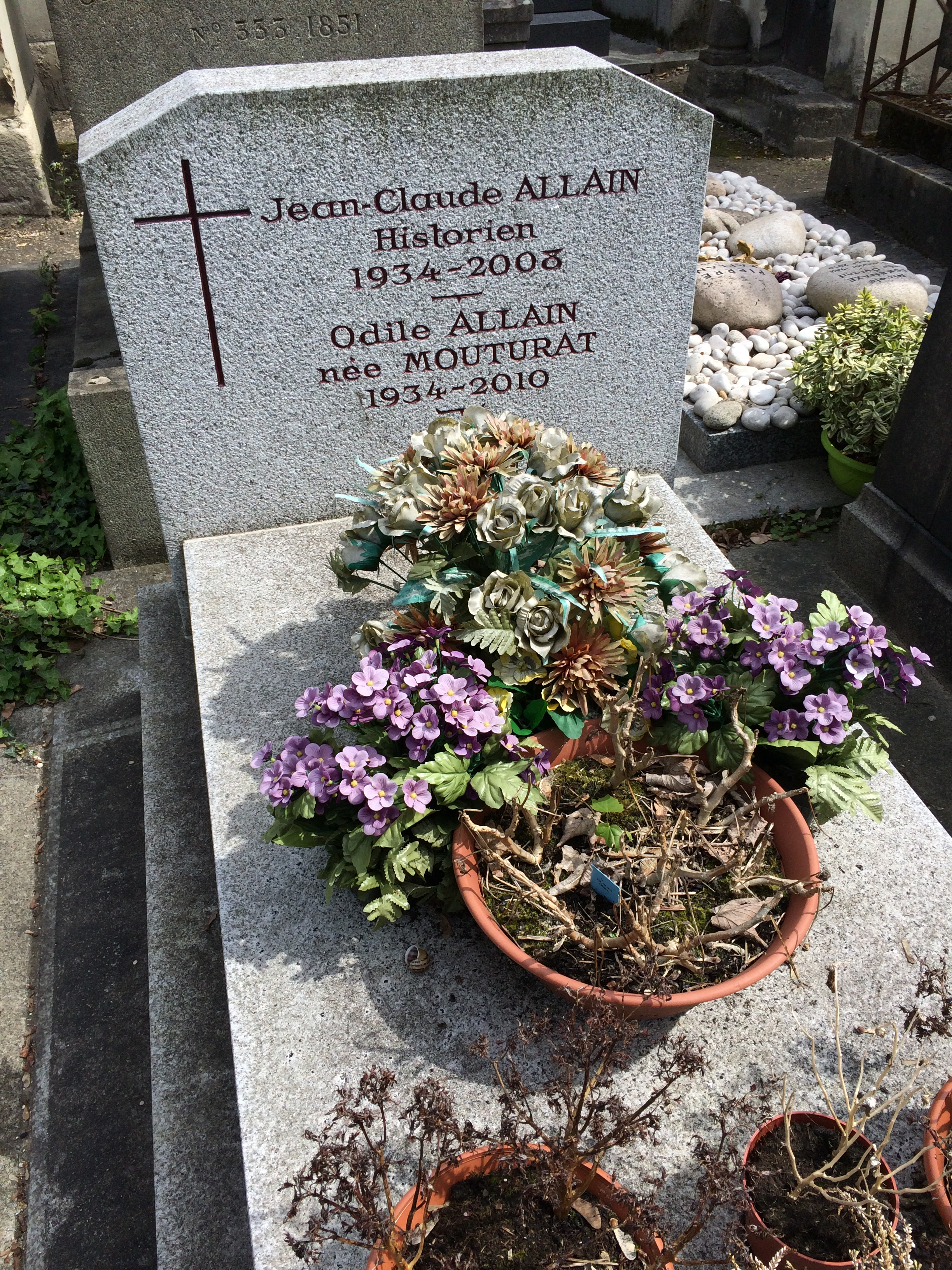
Tombe de Jean-Claude Allain au cimetière de Montmartre (Paris).

## Biographie
Agrégé d'histoire, il soutient, en 1974, une thèse de doctorat d'État sur Joseph Caillaux et la seconde crise marocaine. Une série de trois livres en est ensuite tirée, comprenant d'une part une étude de la crise d'Agadir en 1911, d'autre part une biographie détaillée de Joseph Caillaux en deux volumes.
Professeur d'histoire contemporaine à l'université du Maine, dans les années 1980, puis à l'université Paris-III, il devient directeur du centre de recherche Défense et diplomatie dans le monde contemporain, et rédacteur en chef des revues Guerres mondiales et conflits contemporains et Relations internationales.
Il a également assuré la direction d'une série d'ouvrages collectifs sur la politique internationale et le protectorat français du Maroc.
Il a été signataire de la pétition Liberté pour l'histoire.

## Publications
- Joseph Caillaux et la seconde crise marocaine, thèse de doctorat d'histoire, université Paris-I, 1974, publiée par le Service de reproduction des thèses, Lille, 1975, 3 volumes : XVIII-2192-128 P., (BNF 36255047).

Remaniée, cette thèse a donné les trois ouvrages suivants :
- Agadir 1911 : une crise impérialiste en Europe pour la conquête du Maroc  (préf. Jean-Baptiste Duroselle), Paris, université Paris-I Panthéon-Sorbonne, coll. « Publications de la Sorbonne / série internationale » (no 7), 1976, 471 p. (ISBN 2-85944-004-6, lire en ligne)[5].
- Joseph Caillaux 1. Le Défi victorieux : 1863-1914, Imprimerie nationale, coll. « Personnages », Paris, 1978, 537 p. + 1 p. de planche illustrée,  (ISBN 2-11-080715-6), (BNF 34613175)[6].
- Joseph Caillaux 2. L'Oracle : 1914-1944, Imprimerie nationale, coll. « Personnages », Paris, 1978, 589 p.,  (ISBN 2-11-080766-0), (BNF 34684040)[7].

### Ouvrages en collaboration
- Jean-Claude Allain, Pierre Guillen et Georges-Henri Soutou, Histoire de la diplomatie française. II, De 1815 à nos jours, Paris : Perrin, 2007, 636 pages.

### Direction d'ouvrages
- La Moyenne puissance au XXe siècle: recherche d'une définition : table ronde, Paris, IHCC, 1989, 401 pages[8].
- Présences et images franco-marocaines au temps du protectorat, Paris, l'Harmattan, 2003, 250 pages[9].
- Représentations du Maroc et regards croisés franco-marocains, Paris, l'Harmattan, 2004, 270 pages[10].